# Casa de las Cadenas (Segovia)
La casa de las Cadenas es un inmueble de la ciudad española de Segovia. Cuenta con el estatus de bien de interés cultural.

## Descripción
Se trata de una edificación de carácter defensivo con unos orígenes tan antiguos como el de las murallas a las que se encuentra adosado. El edificio formaba parte de uno de los estribos de la desaparecida puerta de San Juan que servía de entrada a la ciudad, como baluarte defensivo que protegía el flanco nororiental de la ciudad. Se encuentra en el número 6 de la plaza del Conde de Cheste.
La Dirección General de Bellas Artes, Archivos y Bibliotecas, por Resolución de 26 de octubre de 1982, acordó incoar procedimiento de declaración del palacio como monumento histórico-artístico. Retomado más adelante el expediente para su resolución, se procedió a continuar la tramitación del expediente como bien de interés cultural con categoría de Monumento. El proceso culminó el 23 de junio de 2022, con la publicación del acuerdo el día 27 de ese mismo mes en el Boletín Oficial de Castilla y León.